# Jerome Conn
Pour les articles homonymes, voir Conn.
Jerome W. Conn, né le 24 septembre 1907 à New York et mort le 11 juin 1994 à Naples en Floride, est un endocrinologiste américain qui fit la description du syndrome de Conn ou hyperaldostéronisme primaire.

## Biographie
Conn est né à New York et a étudié pendant trois ans à l’Université Rutgers avant d’intégrer la faculté de médecine de l’Université du Michigan à Ann Arbor en 1928. La Grande Dépression de 1929 rendit difficile le financement de ses études par sa famille, mais ses sœurs réussirent à les payer grâce à leurs salaires.
Il fut diplômé avec mention en 1932 et commença un internat en chirurgie avant de se réorienter vers la médecine interne. Conn travailla à la Division de recherche clinique, où il collabora avec Louis H. Newburgh sur la relation entre l’obésité et le diabète sucré non insulino-dépendant. Conn démontra qu’une tolérance normale aux glucides pouvait être rétablie chez vingt des vingt-et-un sujets lorsqu’ils atteignaient un poids normal. Il devint fellow en 1935 et professeur assistant en 1938.
À partir de 1943, Conn prit la direction de la Division d’endocrinologie et lança une étude sur l’acclimatation du personnel militaire aux climats chauds, comme dans le Pacifique Sud. Il découvrit que l’excrétion de sodium dans la sueur, l’urine et la salive était réduite dans ces conditions.
Lors du discours présidentiel devant la Society of Clinical Research, Conn présenta le cas d’une patiente de trente-quatre ans souffrant de faiblesses épisodiques des jambes, allant presque jusqu’à la paralysie, avec des spasmes musculaires périodiques et des crampes aux mains, et ce depuis sept ans. Après des recherches approfondies, il identifia une condition qu’il nomma hyperaldostéronisme primaire, plus tard appelée syndrome de Conn. Des niveaux élevés d’aldostérone circulaient dans son organisme, provenant d’un adénome surrénalien sécrétant cette hormone.
Conn écrivit un total de 284 articles et chapitres de livres et fut reconnu comme un mentor stimulant la recherche chez les autres. Sa clinique demeura une référence pendant des années dans l’étude de l’hyperaldostéronisme.
Conn fut honoré en recevant le titre de L. H. Newburgh Distinguished University Professor en 1968. Il reçut de nombreuses autres distinctions au cours de sa carrière et fut membre de douze sociétés professionnelles nationales.
Il prit sa retraite en 1974. Il mourut à Naples, en Floride.